# Anne Brucy
Pour les articles homonymes, voir Brucy.
Anne Brucy est une journaliste, dirigeante du monde de l'audiovisuel et de la communication, née le 22 mars 1957 à Dudelange au Luxembourg. Elle est titulaire d'une maîtrise de sciences et techniques de la communication et d'un DEA en information.

## Biographie
Anne Brucy commence sa carrière en 1979 et cofonde la société de production audiovisuelle ACAV. En 1982, elle intègre la rédaction du réseau des radios locales de Radio France puis présente en 1984 les journaux de Radio 7. Sur France Culture, en 1987, elle est responsable du magazine Médias puis intègre France Inter en 1989, où elle présente aux côtés de Roland Mihail l'émission Radio Com.
En 1994, elle présente le magazine hebdomadaire Les dossiers de l'histoire sur France 3 avant de devenir, en 1995, directrice des relations extérieures et de la communication du groupe Havas, qui devient Vivendi.
Elle est membre du conseil de surveillance du magazine L'Express en 1998, puis membre du conseil d'orientation du Centre de liaison de l'enseignement et des médias d'information. En 2000, elle est nommée membre du bureau exécutif de Reporters sans frontières avant de rejoindre la même année France 3 en tant que directrice de la communication. 
Elle dirige de 2005 à 2010 France 3 Nord Pas-de-Calais Picardie, qui réunit une équipe de 500 personnes, avant de devenir en 2010 directrice du réseau France Bleu,,, 1 500 collaborateurs qui œuvrent au sein de 43 stations de proximité réparties sur tout le territoire. France Bleu développe sous son égide des opérations d'antenne qui répondent à des grandes causes nationales et sociales ,. Seule femme à la tête d'un réseau national de Radio France, et malgré une hausse de l'audience,, elle est remerciée par le président de Radio France, Jean-Luc Hess, le 27 juillet 2012,. 
Au mois d'octobre 2013, Anne Brucy est chargée par la ministre de la Culture et de la Communication Aurélie Filippetti d'une mission sur l'avenir de France 3,,. Le rapport a été remis le 1er juillet 2014 ; il recommande une plus grande régionalisation de France 3, y compris sur les programmes nationaux,,.
Elle collabore à CNRS Le journal de janvier 2014 jusqu'au 16 août 2016, date à laquelle Anne Brucy prend la direction de CNRS Images, le laboratoire audiovisuel du CNRS. 